# Marinarozelotes
Genre
Marinarozelotes est un genre d'araignées aranéomorphes de la famille des Gnaphosidae.

## Distribution
Les espèces de ce genre se rencontrent en écozone paléarctique. Marinarozelotes barbatus, Marinarozelotes jaxartensis, Marinarozelotes kulczynskii et Marinarozelotes lyonneti ont été introduites en Amérique, en Océanie ou en Afrique du Sud.

## Liste des espèces
Selon World Spider Catalog (version 24, 01/02/2023) :
- Marinarozelotes achaemenes Zamani, Chatzaki, Esyunin & Marusik, 2021
- Marinarozelotes adriaticus (Caporiacco, 1951)
- Marinarozelotes ansimensis (Seo, 2002)
- Marinarozelotes baiyuensis (Xu, 1991)
- Marinarozelotes barbatus (L. Koch, 1866)
- Marinarozelotes bardiae (Caporiacco, 1928)
- Marinarozelotes chybyndensis (Tuneva & Esyunin, 2002)
- Marinarozelotes cumensis (Ponomarev, 1979)
- Marinarozelotes fuscipes (L. Koch, 1866)
- Marinarozelotes glossus (Strand, 1915)
- Marinarozelotes holosericeus (Simon, 1878)
- Marinarozelotes huberti (Platnick & Murphy, 1984)
- Marinarozelotes jaxartensis (Kroneberg, 1875)
- Marinarozelotes kulczynskii (Bösenberg, 1902)
- Marinarozelotes lyonneti (Audouin, 1826)
- Marinarozelotes malkini (Platnick & Murphy, 1984)
- Marinarozelotes manytchensis (Ponomarev & Tsvetkov, 2006)
- Marinarozelotes miniglossus (Levy, 2009)
- Marinarozelotes minutus (Crespo, 2010)
- Marinarozelotes mutabilis (Simon, 1878)
- Marinarozelotes ponticus Ponomarev, 2022
- Marinarozelotes ravidus (L. Koch, 1875)
- Marinarozelotes stubbsi (Platnick & Murphy, 1984)

## Étymologie
Le genre a été nommé en l'honneur de l'arachnologue Jean-Yves Marinaro suivi de Zelotes.

## Systématique et taxinomie
Ce genre a été décrit par Ponomarev et Shmatko en 2020 dans les Gnaphosidae.

## Publication originale
- Ponomarev & Shmatko, 2020 : « A review of spiders of the genera Trachyzeloes Lohmander, 1944 and Marinarozelotes Ponomarev, gen. n. (Aranei: Gnaphosidae) from the southeast of the Russian Plain and the Caucasus. » Caucasian Entomological Bulletin, no 1, p. 125-139.